# María Antonia de Koháry
Mária Antónia Koháry (Buda, 2 de julio de 1797-Viena, 25 de septiembre de 1862) fue una princesa húngara de la Casa de Koháry y la madre del rey Fernando II de Portugal.

## Biografía
Nacida en el seno de la alta aristocracia húngara, fue la única hija del duque Francisco José I Koháry de Csábrágh y Szitnya y de su esposa, la condesa de origen bohemio María Antonia de Waldstein-Wartenberg.
Con su matrimonio, que tuvo lugar el 30 de noviembre de 1815 en Viena, toda su herencia, que incluía tierras en el antiguo Reino de Hungría en la región de la actual Eslovaquia, pasó a su marido, el príncipe Fernando de Sajonia-Coburgo-Gotha.

## Descendencia
- Fernando Augusto Francisco Antonio (Viena, 29 de octubre de 1816-Lisboa, 15 de diciembre de 1885), se casó con la reina María II de Portugal, convirtiéndose en su rey consorte, tuvieron descendencia.
- Augusto Luis Víctor (Viena, 13 de junio de 1818-Ebenthal, 26 de julio de 1881), se casó con la princesa Clementina de Orleans; con descendencia, entre ellos el zar Fernando I de Bulgaria.
- Victoria Francisca Antonia Juliana Luisa (Viena, 14 de febrero de 1822-Surrey, 10 de noviembre de 1857), se casó con el príncipe Luis de Orleans, duque de Nemours; tuvieron descendencia, entre ellos Gastón de Orleans, príncipe consorte de Brasil.
- Leopoldo Francisco Julio (Viena, 31 de enero de 1824-ibidem, 20 de enero de 1884), casado morganáticamente con Constanza Geiger (después baronesa de Ruttenstein); con descendencia.

## Títulos y tratamientos
| ● 2 de junio de 1797-16 de noviembre de 1815:      | la condesa María Antonia Koháry de Csábrág y Szitnya                                                                                       |
| ● 16 de noviembre de 1815-30 de noviembre de 1815: | la princesa María Antonia Koháry de Csábrág y Szitnya                                                                                      |
| ● 30 de noviembre de 1815-27 de junio de 1826:     | Su alteza serenísima ducal la princesa María Antonia de Sajonia-Coburgo-Saalfeld, duquesa da Sajonia, princesa Koháry de Csábrág y Szitnya |
| ● 27 de junio de 1826-12 de noviembre de 1815:     | Su alteza serenísima ducal la 2.ª princesa Koháry de Csábrág y Szitnya, princesa de Sajonia-Coburgo-Saalfeld, duquesa da Sajonia           |
| ● 12 de noviembre de 1815-27 de agosto de 1851:    | Su alteza serenísima ducal la princesa María Antonia de Sajonia-Coburgo y Gotha, princesa Koháry de Csábrág y Szitnya, duquesa da Sajonia  |
| ● 27 de agosto de 1851-17 de septiembre de 1862:   | Su alteza la princesa María Antonia de Sajonia-Coburgo y Gotha, princesa Koháry de Csábrág y Szitnya, duquesa viuda da Sajonia             |

## Órdenes
- 1836: Dama de la Orden de la Reina Santa Isabel.[2] ( Reino de Portugal)